# Samy Badibanga
Samy Badibanga (* 12. September 1962 in Léopoldville, heute Kinshasa) ist ein kongolesischer Politiker der Union pour la Démocratie et le Progrès Social und ehemaliger Premierminister des Landes. 

## Leben
Badibanga studierte an der Universität Kinshasa. Ab 2016 war er als Nachfolger von Augustin Matata Ponyo Premierminister der Demokratischen Republik Kongo. Am 7. April 2017 wurde Bruno Tshibala als sein Nachfolger ernannt.